# Antonio Karmany
Antonio Karmany Mestres (født 21. januar 1934 i Sant Joan) er en tidligere spansk professionel landevejscykelrytter.
| Cykling | Spire Denne biografi om en spansk cykelrytter er en spire som bør udbygges. Du er velkommen til at hjælpe Wikipedia ved at udvide den. |